# Coryphantha calochlora
Coryphantha calochlora (укр. Коріфанта прекраснозелена, Коріфанта калохлора) — сукулентна рослина з роду коріфанта (Coryphantha) родини кактусових (Cactaceae).

## Історія
Вид вперше описаний німецьким ботаніком Фрідріхом Бедекером (нім. Friedrich Bödeker, 1867—1937) у 1933 році у виданні нім. «Mammillarien-Vergleichs-Schluessel».

## Етимологія
Видова назва походить від грец. kalos / kallos — прекрасний і грец. chloros — зелений, що вказує на глянцево-зелений епідерміс рослини.

## Ареал і екологія
Coryphantha calochlora є ендемічною рослиною Мексики. Ареал розташований у штаті Дуранго.

## Морфологічний опис
| Орган              | Опис                                                                                         |
| ------------------ | -------------------------------------------------------------------------------------------- |
| Тіло               | здавлене, від кулястого до овального, заввишки 9-10 см, в діаметрі до 9 см.                  |
| Коріння            |                                                                                              |
| Стебло             | зазвичай одиночне, іноді кущиться від основи.                                                |
| Епідерміс          | темно-зелений або чорно-зелений.                                                             |
| Верхівка           |                                                                                              |
| Ареоли             | спочатку шерстисті неясні, пізніше більш явні.                                               |
| Аксили             | голі, явні.                                                                                  |
| Соски              | округло-овальні, майже круглі, конічні.                                                      |
| Центральні колючки | 3-5, іноді відсутні, сірі.                                                                   |
| Радіальні колючки  | 12-15, дуже тонкі, прямі, чисто-білі, завдовжки 1,5-2 см, 3-5 з них вгорі часто приплюснуті. |
| Квіти              | від білувато-кремового до жовтуватого відтінку, діаметр 2,5-4 см, внутрішні пелюстки вузькі. |
| Бутони             |                                                                                              |
| Зовнішні пелюстки  |                                                                                              |
| Внутрішні пелюстки |                                                                                              |
| Тичинки            |                                                                                              |
| Рильця             |                                                                                              |
| Маточка            |                                                                                              |
| Плоди              | довгасті, сіро-зелені, до 1 см в діаметрі.                                                   |
| Насіння            |                                                                                              |

## Чисельність, охоронний статус та заходи по збереженню
Охороняється Конвенцією про міжнародну торгівлю видами дикої фауни і флори, що перебувають під загрозою зникнення (CITES).